# Ota (Alenquer)
Ota ist eine Gemeinde (Freguesia) im portugiesischen Kreis Alenquer. In ihr leben 1195 Einwohner (Stand 19. April 2021).